# آدوري (مقاطعة فارياب)
آدوري (بالفارسية: آدوری) هي قرية تقع في البلدة المركزية في إيران. يقدر عدد سكانها بـ 258 نسمة .